# Municipio Villa Comaltitlán
Koordinaten: 15° 13′ N, 92° 34′ W
Villa Comaltitlán ist ein Municipio im mexikanischen Bundesstaat Chiapas. Das Municipio hat 27.899 Einwohner und ist 447 km² groß. Verwaltungssitz und größter Ort des Municipios ist das gleichnamige Villa Comaltitlán.
Der Name Comaltitlán kommt aus dem Nahuatl und bedeutet „Platz der Keramiker“.
Im Süden des Municipios liegen Teile des Naturschutzgebiets Reserva de la Biósfera „La Encrucijada“.

## Geographie
Das Municipio Villa Comaltitlán liegt im Süden des mexikanischen Bundesstaats Chiapas in der Region Soconusco zwischen Seehöhe und 1000 m. Es zählt zur Gänze zur physiographischen Provinz der Cordillera Centroamericana und liegt vollständig in der hydrologischen Region Costa de Chiapas. Die Geologie des Municipios wird zu 43 % von Alluvionen bestimmt bei 29 % lakustrischen Ablagerungen und 21 % Granit; vorherrschende Bodentypen sind der Cambisol (42 %), Gleysol (15 %), Regosol (14 %) und Phaeozem (10 %). Etwa je 32 % der Gemeindefläche werden ackerbaulich genutzt oder dienen als Weideland.
Das Municipio grenzt an die Municipios Escuintla, Huixtla und Acapetahua.

## Bevölkerung
Beim Zensus 2010 wurden im Municipio 27.899 Menschen in 6.604 Wohneinheiten gezählt. Davon wurden 179 Personen als Sprecher einer indigenen Sprache registriert, darunter 94 Sprecher des Tzeltal. 16,6 Prozent der Bevölkerung waren Analphabeten. 9.112 Einwohner wurden als Erwerbspersonen registriert, wovon über 82 % Männer bzw. 1,1 % arbeitslos waren. 37 % der Bevölkerung lebten in extremer Armut.

## Orte
Das Municipio Villa Comaltitlán umfasst 144 bewohnte localidades, von denen lediglich der Hauptort vom INEGI als urban klassifiziert ist. Vier Orte wiesen beim Zensus 2010 eine Einwohnerzahl von über 1000 auf, 96 Orte hatten weniger als 100 Einwohner. Die größten Orte sind:
| Ort                        | Einwohner |
| Villa Comaltitlán          | 7201      |
| Hidalgo                    | 1640      |
| Lázaro Cárdenas            | 1531      |
| Zacualpa                   | 1076      |
| Cantón las Brisas          | 0856      |
| Cantón Santa Cruz la Unión | 0828      |